# Кочетов Володимир Олександрович
Володимир Олександрович Кочетов (11 червня 1906, Тропарьово, Московська губернія — 12 лютого 1980, Москва) — радянський кінорежисер, композитор і кіноактор.

## Біографія
Народився 11 червня 1906 року у селі Тропарьово в родині селянина.
У 1929 році закінчив акторсько-режисерську майстерню Державного технікума кінематографії.
У 1927—1934 роках — актор і режисер кіностудій «Міжрабпомфільм», «Союздитфільм».
У 1934—1937 роках — режисер-педагог кіноакторського віддіління Бакинського театрально-художнього училища.
З 1937 року — режисер кіностудій «Мостехфільм», «Сільгоспфільм», Тбіліської, Ташкентської, Далекосхідної студій кінохроніки, де поставив науково-популярні стрічки.
З 1939 року — режисер кіностудії «Ленфільм».
У 1943—1945 роках — режисер театра Чорноморського флоту в Батумі.
У 1946—1950 роках — режисер і керівник школі кіноакторів в Алма-Аті.
У 1950—1965 роках працював на Одеської кіностудії.
Помер 12 лютого 1980 року у Москві.

## Фільмографія
Поставив фільми:
- «Гра в кохання» (1935, «Азерфільм», у співавт.)
- «Ти молодець, Аніто!» (1956, у співавт.)
- «Сторінки минулого» (1957, у співавт.)
- «Їм було дев'ятнадцять» (1960)
- «Світло у вікні» (1960)
- «Дивак-людина» (1962)
- «День без числа» (1966, Ризька кіностудія, к/м)

Грав у фільмах:
- «Промінь смерті» (1925, Держкіно)
- «Хто ти такий?» (1927, «Міжрабпомрусь»)
- «Весела канарка» (1928, «Міжрабпомфільм»)
- «2 Бульді 2» (1929, «Міжрабпомфільм»)

Написав музику до фільмів:
- «По щучому велінню» (1938, «Союздитфільм»)
- «Два друзі» (1941, «Мосфільм»)
- «Лисиця та дрозд» (1946, «Союзмультфільм»)